# Brett Gray
Brett Gray (7 agosto 1997) è un attore statunitense. È conosciuto per aver interpretato il personaggio di Jamal Turner nella serie di Netflix On My Block (2017-2021) e per dare la voce al personaggi di Dal R'El nella serie televisiva animata di fantascienza di Paramount+/Nickelodeon Star Trek: Prodigy.

## Biografia
Gray nasce e cresce a Filadelfia, in Pennsylvania. Si esibisce sul palco come attore per la prima volta a sei anni durante una recita scolastica. Successivamente interpreta il suo primo spettacolo professionale all'Academy of Music di Filadelfia all'età di 7 anni. Gray frequenta la Philadelphia High School for Creative and Performing Arts come studente di teatro, diplomandosi nel 2014
Dopo aver sostenuto un provino per i produttori, a Gray viene offerto il ruolo di Jamal nella serie di Netflix On My Block, rimanendo nella serie per tutte e quattro le stagioni, dal 2018 al 2021. Questo è il suo primo ruolo da protagonista e Brett Gray dichiara di essere stato attratto dal ruolo perché rivedeva sé stesso nel personaggio di Jamal. Dichiara inoltre in un'intervista a The Fader che sperava di ampliare la sua esperienza con la commedia fisica, un genere nel quale non si era cimentato in precedenza.
Nel giugno 2018 Brett Gray pubblica il suo singolo musicale di debutto, Old Thing Back. L'EP Easy Daze viene pubblicato il giorno del suo compleanno, il 7 agosto 2018. Ha paragonato il suo stile a quello dell'album di Usher Confessions.
Nel 2019 ottiene un ruolo minore nella miniserie, sempre prodotta per Netflix, When They See Us. A partire dallo stesso anno presta inoltre la voce al personaggio di Dal R'El, protagonista assieme a Gwyndala (Ella Purnell), di Star Trek: Prodigy, terza serie televisiva animata del franchise di fantascienza Star Trek dopo la serie animata del 1973 e Star Trek: Lower Decks del 2020. Dal R'El è un 17enne scapestrato e ribelle che non appartiene ad alcuna specie specifica, poiché un ibrido genetico di molte specie creato in laboratorio, che prende il comando della USS Protostar NX-76884. Brett Gray presta nuovamente la voce al personaggio nel videogioco del 2022 Nickelodeon Star Trek Prodigy Supernova.

## Filmografia

### Attore

#### Cinema
- Tortoise, regia di Gary Memi - cortometraggio (2015)
- The Tale of Four, regia di Gabourey Sidibe - cortometraggio (2016)
- Ardmore Junction, regia di Brian Gallagher (2016)
- Metrocard, regia di Gary Memi - cortometraggio (2016)
- Afterparty, regia di Ruben Pallan - cortometraggio (2018)

#### Televisione
- Law & Order - Unità vittime speciali (Law & Order: Special Victims Unit) - serie TV, episodio 19x14 (2018)
- Rise - serie TV, episodio 1x01 (2018)
- On My Block - serie TV, 38 episodi (2018-2021)
- Chicago P.D. - serie TV, episodio 6x15 (2019)
- When They See Us, regia di Ava DuVernay - miniserie TV, puntata 1 (2019)
- Dramaworld - serie TV, 10 episodi (2021)
- Sono vergine (I'm a Virgo) - serie TV, 7 episodi (2023)
- The Chi - serie TV, 6 episodi (2023-2024)

### Doppiatore

#### Televisione
- Il fantasma e Molly McGee (The Ghost and Molly McGee) - serie animata, episodio 1x01 (2021)
- Star Trek: Prodigy - serie animata, 40 episodi (2021-2024)

#### Videogiochi
- Nickelodeon Star Trek Prodigy Supernova, regia di Alex Cervantes (2022)

## Discografia

### EP
- 2018 - Easy Daze
- 2020 - Blue
- 2021 - Blue Live Recordings

### Singoli
- 2018 - Old Thing Back
- 2022 - New Money Same Me (Gucci Bag)